# Pernes-lès-Boulogne
Pernes-lès-Boulogne és un municipi francès situat al departament del Pas de Calais i a la regió dels Alts de França. L'any 2007 tenia 467 habitants.

## Demografia

### Població
El 2007 la població de fet de Pernes-lès-Boulogne era de 467 persones. Hi havia 164 famílies de les quals 24 eren unipersonals (4 homes vivint sols i 20 dones vivint soles), 60 parelles sense fills, 72 parelles amb fills i 8 famílies monoparentals amb fills.
La població ha evolucionat segons el següent gràfic:
Habitants censats

### Habitatges
El 2007 hi havia 186 habitatges, 170 eren l'habitatge principal de la família, 7 eren segones residències i 9 estaven desocupats. 182 eren cases i 4 eren apartaments. Dels 170 habitatges principals, 141 estaven ocupats pels seus propietaris, 25 estaven llogats i ocupats pels llogaters i 4 estaven cedits a títol gratuït; 1 tenia dues cambres, 17 en tenien tres, 24 en tenien quatre i 128 en tenien cinc o més. 132 habitatges disposaven pel capbaix d'una plaça de pàrquing. A 77 habitatges hi havia un automòbil i a 85 n'hi havia dos o més.

### Piràmide de població
La piràmide de població per edats i sexe el 2009 era:
| Homes | Edats   | Dones |
| ----- | ------- | ----- |
| 0     | 95 o +  | 0     |
| 0     | 90 a 94 | 0     |
| 4     | 85 a 89 | 0     |
| 0     | 80 a 84 | 0     |
| 8     | 75 a 79 | 16    |
| 8     | 70 a 74 | 12    |
| 12    | 65 a 69 | 20    |
| 4     | 60 a 64 | 12    |
| 20    | 55 a 59 | 8     |
| 8     | 50 a 54 | 4     |
| 16    | 45 a 49 | 20    |
| 12    | 40 a 44 | 16    |
| 24    | 35 a 39 | 20    |
| 12    | 30 a 34 | 12    |
| 8     | 25 a 29 | 12    |
| 12    | 20 a 24 | 0     |
| 24    | 15 a 19 | 8     |
| 16    | 10 a 14 | 8     |
| 8     | 5 a 9   | 20    |
| 16    | 0 a 4   | 4     |

## Economia
El 2007 la població en edat de treballar era de 310 persones, 217 eren actives i 93 eren inactives. De les 217 persones actives 198 estaven ocupades (113 homes i 85 dones) i 19 estaven aturades (10 homes i 9 dones). De les 93 persones inactives 30 estaven jubilades, 28 estaven estudiant i 35 estaven classificades com a «altres inactius».

### Ingressos
El 2009 a Pernes-lès-Boulogne hi havia 177 unitats fiscals que integraven 509 persones, la mediana anual d'ingressos fiscals per persona era de 20.884 €.

### Activitats econòmiques
Dels 17 establiments que hi havia el 2007, 2 eren d'empreses de fabricació d'altres productes industrials, 5 d'empreses de construcció, 5 d'empreses de comerç i reparació d'automòbils, 1 d'una empresa d'hostatgeria i restauració, 1 d'una empresa financera, 1 d'una empresa de serveis i 2 d'empreses classificades com a «altres activitats de serveis».
Dels 8 establiments de servei als particulars que hi havia el 2009, 1 era un taller de reparació d'automòbils i de material agrícola, 1 paleta, 2 electricistes, 1 restaurant, 1 agència immobiliària i 2 salons de bellesa.
Dels 2 establiments comercials que hi havia el 2009, 1 era una botiga de material de revestiment de parets i terra i 1 una joieria.
L'any 2000 a Pernes-lès-Boulogne hi havia 8 explotacions agrícoles.

## Equipaments sanitaris i escolars
El 2009 hi havia una escola maternal integrada dins d'un grup escolar amb les comunes properes formant una escola dispersa.

## Poblacions més properes
El següent diagrama mostra les poblacions més properes.